# Cyto
Cyto (укр. Клітина), раніше Cyto's Puzzle Adventure (укр. Головоломка-пригода клітини) — казуальна мобільна відеогра в жанрі головоломка, розроблена українською студією Room 8 Studio. Cyto була випущена спочатку в магазині ігрової дистрибуції iOS App Store 21 лютого 2013 року.

## Ігровий процес
Основна мета цієї гри — допомогти Сіто відновити втрачені спогади, збираючи фрагменти пам'яті на численних рівнях ігрового процесу в різних світах. Сіто має желатинову оболонку, яка деформується і розтягується, коли гравець торкається її.

## Нагороди
У грудні 2012 року Cyto отримала приз за «Найкращу мобільну гру майбутнього» на ігровій конференції FlashGamm Kyiv 2012.

## Огляди
| Агрегатор  | Оцінка   |
| ---------- | -------- |
| Metacritic | iOS: 71% |

| Видання     | Оцінка |
| ----------- | ------ |
| TouchArcade | [ 4 ]  |

Відгуки про Cyto були переважно позитивними. Елі Саймет з Toucharcade сказав, що «це буде насолода як для лівої, так і для правої півкулі». Альберто Гонсалес з Vandal заявив: «Це захоплює і доступно, дві вагомі причини, щоб спробувати».